# Ptinella britannica
Ptinella britannica är en skalbaggsart som beskrevs av Matthews 1858. Ptinella britannica ingår i släktet Ptinella, och familjen fjädervingar. Arten har ej påträffats i Sverige.